# Hans Von Waltheym
Hans Von Waltheym (c.1422-1479)

## Biographie
Il est issu d'une famille patricienne de la ville de Halle en Saxe où il réside jusqu'en 1476. Il s'installe ensuite à Leipzig jusqu'à sa mort en 1479. Hans Von Waltheym est surtout connu par le récit du long voyage ou pèlerinage qu'il entreprend entre le 17 février 1474 et le 19 mars 1475. Ce voyage le mène dans le Sud de l'Allemagne, en Suisse, en Savoie puis dans la vallée du Rhône et en Provence jusqu'à la Sainte-Baume où il vénère les reliques de Marie-Madeleine. De la ville d'Arles, il laisse le témoignage d'un pèlerin et d'un homme sensible aux réalités économiques et géographiques. Hans Von Waltheym refait ensuite le chemin de l'aller avec quelques détours et revient à Halle.

## Source
- Louis Stouff - Arles au Moyen Âge, page 29